# Artemis Fowl: La cuenta atrás
La cuenta atrás es el quinto libro de la saga de Artemis Fowl creada por Eoin Colfer.

## Sinopsis
Artemis, el "malvado" genio irlandés ha ido a Barcelona a esperar un invitado de lo más especial. Pero cual es la sorpresa de Mayordomo cuando aparece un demonio. Tras ese incidente Artemis encuentra la horma de su zapato: Minerva Paradizo, un genio que está a la altura de Artemis, pero ella lleva ventaja; está en el anonimato y es muy pero que muy cabezota y va a intentar interponerse todo lo posible entre Artemis y los demonios.